# Oumé
Oumé es un departamento de la región de Gôh, Costa de Marfil. En mayo de 2014 tenía una población censada de 274 020 habitantes.
Se encuentra ubicado en el centro-sur del país, a poca distancia al sur de la presa de Kossou y al oeste del río Bandama.